# 야기 시얀
야기 시얀 혹은 야으 시얀 (? ~ 1098년 6월 3일) 은 제1차 십자군 기간 동안 안티오케이아의 태수였다.
그는 셀주크 제국의 술탄 말리크샤 1세의 튀르크인 노예 였는데, 말리크샤 1세는 1085년에 안티오케이아를 점령하고 1090년대 즈음해서 야기 시얀을 그 도시의 총독으로 임명했다.
1092년 말리크샤 1세가 죽자 그의 후계자임을 자칭한 투투쉬 1세는 야기 시얀의 영토에 투르베셀과 만비즈를 추가했다. 1095년 투투쉬가 죽자, 그의 아들들인 리드완과 두카크는 각각 다마스쿠스와 알레포를 차지하고 시리아를 지배하기 위해 싸웠다.
리드완이 알레포의 소유권을 주장하자 그에 맞서 야기 시얀, 일 가지와 두카크가 동맹을 맺고 저항했다. 야기 시얀은 리드완도 싫어했지만 리드완의 스승 자나흐 알 다울라를 더 싫어했는데, 이 때문에 그는 두카크와 동맹을 맺었다. 리드완과 그의 동맹들은 야기 시얀의 영토를 공격하자 일 가지와 두카크는 안티오케이아를 돕기 위해 다마스쿠스를 포위했다.
1097년 리드완이 자나흐 알 다울라를 비난하자 야기 시얀은 리드완과 공조하기 시작했다. 이 공조는 그의 딸이 리드완과 결혼하자 절정에 이르렀다. 십자군의 소식이 이 두 세력가에게 들어왔을 때 두 사람은 샤이자르를 공격중이었다. 두 사람은 장래의 공격을 대비키위해 포위를 풀고 각자의 영토로 돌아갔다.
야기 시얀은 동맹을 맺었지만, 결국 홀로 안티오케이아를 위해 싸워야 했다. 야기 시얀은 내분을 대비해 믿기 힘든 도시 내의 그리스 정교회와 아르메니아 정교회 신자들을 추방했다. 그는 그리스인 대주교 안티오케이아의 요한네스를 감금하고 성 베드로 대성당을 마구간으로 바꿨다. 시리아 정교회 신자들은 남았는데, 이는 야기 시얀이 이들이 다른 기독교도들보다 그에게 충성한다고 믿은 까닭이다. 1097년에서 1098년 사이의 겨울에 안티오케이아는 십자군에 의해 포위당했다.
야기 시얀과 그의 아들 샴스 알 다울라는 두카크에게 도움을 청했다. 야기 시얀은 산발적으로 기독교 군대의 야영지를 습격했다. 야기 시얀은 정보원을 통해 기독교도들 사이에 불화가 있음을 알게되었다. 툴루즈의 레몽 4세와 타란토의 보에몽은 각자 안티오케이아를 원하고 있었다.
1097년 12월 29일, 보에몽이 주변의 도시들을 습격하러 떠나자 레몽은 공격을 시도했으나 야기 시얀의 병사들에게 패퇴했다. 12월 30일 두카크가 보낸 구원군이 보에몽과 약탈하러 떠난 병사들에게 패배해 홈스로 퇴각했다.
결국 야기 시얀은 리드완에게 도움을 청했으나 하지만 2월에 리드완의 병사들 역시 패배했고 십자군들이 리드완의 병사들과 싸우기 위해 도시에서 멀어지자 야기 시얀은 성 밖으로 나가 안티오케이아 주변에 남은 병사들을 공격했으나, 곧 승리하고 돌아온 병사들에게 쫓겨 돌아갔다.
3월 야기 시얀은 성 시메온 항구에서 보급품을 가지고 안티오케이아로 돌아오는 십자군을 공격했다. 안티오케이아를 포위한 십자군들은 이 공격에 레몽과 보에몽이 모두 죽었다는 소식을 듣고 큰 혼란에 빠졌다. 야기 시얀은 부용의 고드프루아가 이끄는, 남은 십자군을 공격했다. 그런데 보에몽과 레몽이 곧 돌아오자, 야기 시얀은 다시 패퇴했다.
이 때 모술의 카르부가가 왔다. 십자군은 케르부카가 오기 전에 안티오케이아를 점령해야 한다는 점을 알고 있었다. 보에몽은 비밀리에 야기 시얀의 근위병 중 한 명인 아르메니아인 피루즈와 협상을 했다. 1098년 6월 2일에서 3일 사이의 밤, 십자군은 도시에 들어갔다.
야기 시얀은 그의 근위병들만을 이끌고 탈출했으나, 그의 아들은 도시 내의 성채를 지키기 위해 남아 있었다. 야기 시얀이 도망치던 도중 낙마했고 그의 근위병들은 총독의 상처가 위중해 살릴 수 없다는 결론을 내리고 그를 남겨 놓은채 도주했다. 이리하여 야기 시얀은 아르메니아인에게 발견되어 살해당했으며 그의 목은 보에몽에게 선물로 보내졌다.
안티오케이아의 소유권에 대해서 보에몽과 레몽 사이에 논쟁이 일었다. 레몽은 야기 시얀의 저택을 차지했고, 보에몽은 도시를 함락하고 몇 주 뒤에 점령한 도시 내의 성채를 차지했다. 이 두 사람 사이의 분쟁 때문에 몇 달 간 십자군은 발이 묶여 있었다.
시바군은 야기 시얀의 이름을 라틴어로 전사했는데, 그 형태가 다 제각각이다. 그 형태는 아크시아누스Acxianus, 그라티아누스Gratianus, 카시아누스Cassianus 등이 있다. 그래서 레몽이 차지한 야기 시얀의 집은 플라티움 카시아니palatium Cassiani라 기록되었다.

## 출전
- Steven Runciman, A History of the Crusades, vol. I: The First Crusade and the Foundation of the Kingdom of Jerusalem. Cambridge University Press, 1951.
- The Damascus Chronicle of the Crusades: Extracted and Translated from the Chronicle of Ibn al-Qalanisi. H.A.R. Gibb, 1932.